# Isochlora herbacea
Isochlora herbacea là một loài bướm đêm trong họ Noctuidae.